# جشنواره وب‌آپرکات
وب‌آپرکات جشنواره فیلم پان-ارمنیان (ارمنی: WebԾիրան համահայկական օնլայն կինոփառատոն) اولین جشنواره فیلم آنلاین پان‌ارمنی است که در سال ۲۰۱۱ توسط جشنواره بین‌المللی فیلم ایروان (IFF) و کانال اینترنتی وب‌تی‌وی. ام تأسیس شد. فیلمسازان ارمنی از ارمنستان و خارج از کشور می‌توانند در این جشنواره شرکت کنند.

## تاریخچه

### وب‌آپرکات ۲۰۱۱
وب‌آپرکات در سال ۲۰۱۱ به عنوان همکاری بین جشنواره بین‌المللی فیلم ایروان (IFF) و کانال اینترنتی وب‌تی‌وی. ام تأسیس شد. اولین جشنواره از ۲۵ نوامبر تا ۲۵ دسامبر ۲۰۱۱ برگزار شد. برای تعیین برندگان، رای‌گیری آنلاین از طریق وب‌سایت وب‌تی‌وی. ام و همچنین در شبکه اجتماعی محبوب، فیسبوک انجام شد.
مسابقه پذیرای فیلم‌هایی از هر ژانر با حداکثر مدت زمان ۲۰ دقیقه بود و هیچ محدودیتی در مورد روش‌های فنی استفاده‌شده در ساخت آن‌ها وجود نداشت. دو جایزه برای برندگان در نظر گرفته شده بود: جایزه بزرگ به ارزش ۱٬۰۰۰ دلار و جایزه تشویقی به ارزش ۵۰۰ دلار.
فیلم «خورشید پاییزی» (Աշնան արև) به کارگردانی دیانا کاردمیان برنده جایزه بزرگ شد. علاوه بر این، فیلم «چهارراه سرنوشت» (Հատվող ճակատագրերի հանգրվանը) به کارگردانی آرسن هایراپتیان جایزه تشویقی را دریافت کرد. شایان ذکر است که چندین فیلم برای مشارکت‌های برجسته خود تقدیر شدند، از جمله یک لمس آهسته (Թեթև հպում) به کارگردانی ناره مرکچیان، مدرسه نخشوی (Նախշոյի դպրոցը) به کارگردانی گوهر خاچاطریان، یک فرونزیک دیگر (Էն ուրիշ Ֆրունզիկը) به کارگردانی هوهانس پاپیکیان، به آن‌ها حالا کمک کن (Օգնիր նրանց հիմա) به کارگردانی آرت‌نرس، و بای-بای به کارگردانی آرگ مرکچیان، هریر لازیان و آشوت هاروتیونیان.

### وب‌آپرکات ۲۰۱۲
دومین دوره جشنواره فیلم آنلاین پان‌ارمنی وب‌آپرکات از ۱ نوامبر تا ۳۰ نوامبر ۲۰۱۲ برگزار شد.
فیلم مستند فیلدهای توت فرنگی (Էսքիզներ Ոսկեվազի դաշտերից) ساخته واردان دانیلیان به عنوان برنده جایزه اصلی جشنواره از سوی هیئت داوران برجسته انتخاب شد. این فیلم برای بازسازی هنری واقعیت و پیروی ماهرانه از اصول فیلمسازی مستند کلاسیک تحسین شد.
جایزه دوم به فیلم مستند ریش (Մորուք) به کارگردانی آشوت هووسپیان اعطا شد که زندگی مردی را که با شرایط اجتماعی دشواری روبه‌روست به تصویر کشید. این فیلم به دلیل نمایش استقامت و کاوش در روح انسان مورد تحسین قرار گرفت.
جایزه سوم به‌طور مشترک به فیلم بلند زکات (Զակատ) ساخته آندرانیگ هاروتیونیان و مستند سالمندان ارمنی (Հայ տարեցը) به کارگردانی سامول سیدرنیان اهدا شد. این دو فیلم برای مشارکت‌های برجسته خود در ژانرهای مربوط به خود مورد تقدیر قرار گرفتند.
علاوه بر این، فیلم زن (Կինը) به کارگردانی آرشاک زاکاریان جایزه تشویقی «همدلی» و دیپلم ویژه برای کسب بالاترین تعداد بازدید را دریافت کرد.

### وب‌آپرکات ۲۰۱۳
سومین دوره جشنواره فیلم آنلاین وب‌آپرکات از ۱۰ دسامبر ۲۰۱۳ تا ۲۳ فوریه ۲۰۱۴ برگزار شد. در این دوره از جشنواره، مدت زمان فیلم‌ها به ۳۰ دقیقه افزایش یافت.
فیلم سایه (Ստվեր) ساخته نیکولای هوهانیسیان جایزه اول را کسب کرد. فیلم بخشیدن (Նվիրում) ساخته ورویر سیمونیان جایزه دوم را به خود اختصاص داد. جایزه سوم به فیلم رستاخیز (Հարություն) ساخته آلن منوکیان اهدا شد. فیلم صبر کردن (Սպասում) ساخته نارا کاراپتیان جایزه «همدلی تماشاگران» را دریافت کرد.

### وب‌آپرکات ۲۰۱۴
چهارمین دوره جشنواره وب‌آپرکات از ۱۸ نوامبر ۲۰۱۴ آغاز شد و تا ۲۵ فوریه ۲۰۱۵ ادامه یافت.
جایزه اصلی و پرطرفدار به فیلم دختر روی ماه (Աղջիկը լուսնի վրա) به کارگردانی آرن مالکیان و مارتین هوهانیسیان، با تولید ادوگار باگداساریان اهدا شد. فیلم اکو (Էխո) ساخته ناهپت سرکیسیان که واهه ترترکیان به عنوان فیلمبردار در آن حضور داشت، جایزه نخست تسلی‌بخش را دریافت کرد. فیلم فرش‌ها (Գորգեր) به کارگردانی آندرانیگ هاروتیونیان و فیلمبرداری گابریل میراکیان جایزه دوم ذکر افتخاری را به خود اختصاص داد. آنی هاگوبیان جایزه «همدلی» را برای فیلم پیام (Ուղերձ) دریافت کرد.